# Fumimaro Konoe
Fumimaro Konoe, (japanska: 近衛文麿?, Konoe Fumimaro), även Ayamaro Konoe, född 12 oktober 1891 i Tokyo, död 16 december 1945 i Tokyo, var japansk hertig, premiärminister i flera omgångar, och den sista i det militaristiska Japan. Fumimaro Konoe tillhörde den adliga Konoe-ätten.

## Ungdomsår

### Uppväxt
Fumimaro Konoe var hertig Atsumaro Konoes förstfödde, dotterson till länsherren Maeda Yoshiyasu. Modern gick bort i sjukdom medan Fumimaro ännu var i späd ålder, och han uppfostrades istället av sin styvmor, tillika moderns lillasyster.
Fadern bekände sig till den pan-asiatiska rörelsen och förestod skolan Tōadōbunkai för Kina-japaner. Då Fumimaro hade nått tolv års ålder (1904) avled också fadern, och Fumimaro blev därmed familjeöverhuvud med ansvar för det tungt belånade huset Konoe.
Den som skulle komma att förlösa familjen ur dessa svåra omständigheter var politikern och adelsmannen Kinmochi Saionji. Saionji hade varit politisk motståndare till Atsumaro Konoe, men satte sig över denna fiendskap när det gällde arvtagaren. Ur detta växte en frändskap mellan de två, som sedermera fick Fumimaro att avsäga sig faderns pan-asianism till förmån för det europeisktinspirerade tänkande som Saionji stod för.
Efter att ha gått ut högstadiet på prestigeskolan Gakushūin var tanken att Fumimaro, såsom var brukligt för adelns söner, skulle gå vidare till samma Gakushūins gymnasium. Dock övertalades han av rektorn för dåvarande Dai-ichi kōtōgakkō att istället avlägga antagningsprovet till hans skola, varifrån han gick vidare till Tokyos kejserliga universitet. På universitetet studerade Fumimaro till en början filosofi, men nöjde sig inte med det. Han sökte vidare till Kyotos kejserliga universitets juridiska fakultet där han studerade hos den marxistiskt influerade ekonomiprofessorn Hajime Kawakami. Under sin studietid i Kyoto framlade Fumimaro Konoe i den litterära tidskriften Shinshichō (Nya tankar) en översättning av Oscar Wildes Människans själ under socialismen. Skriften belades med utgivningsförbud och Konoe själv kallades till kejserliga hovministeriet för att bli tillrättavisad.
Under studietiden förälskade sig Konoe i vicomte Takanori Mōris dotter Chiyoko. Giftermålet avvek från dåtidens norm, i synnerhet i de övre samhällsskikten, genom att inte vara arrangerat. Paret fick två söner och två döttrar. Döttrarna giftes bort med andra adliga familjer. Äldste sonen Fumitaka blev yrkesmilitär och dog år 1956 i sovjetisk fångenskap, hans yngre bror Michitaka (1922–2012) var professor i historia vid Tokyouniversitetet.

### Politisk karriär
År 1916, vid 25 års ålder, blev Konoe invald i överhuset. 1918 författade han skriften Förkasta den engelsk-amerikanska pacifismen. Under fredskonferensen i Paris 1919 (då bland annat Versaillesfördraget undertecknades) ingick Konoe i Saionjis delegation, vilket för den unge adelsmannen blev en upplevelse som vidgade hans vyer. 1927 lämnade han den konservativa falangen inom överhuset och bildade tillsammans med Kōichi Kido och Iesato Tokugawa en ny arbetsgrupp, den så kallade "tisdagsklubben". Detta gav Konoe en politisk position inom överhuset, men ökade samtidigt avståndet till hans forne välgörare Saionji, som vid det laget inte längre var premiärminister, men likväl bland de mäktigaste i Japans politiska liv. Tillsammans med sina bundsförvanter kom Konoe att utgöra kärnan i den reformistiska rörelsen inom parlamentet. Som överhuvud för en av Fujiwara-klanens fem mäktiga familjer, och även för sitt fördelaktiga utseende (han var, för en dåtida japan, ovanligt lång), uppskattades han av massan – också för sin inställning mot Japans Amerika- och Englandsvänliga politik. 1933 blev han utnämnd till ordförande i överhuset och fick därmed även en plats i kabinettet.
År 1936 utsågs Konoe i följderna efter kuppförsöket 26 februari från högsta ort till premiärminister, men avböjde ”av hälsoskäl”. Det har spekulerats om Konoes egentliga motiv, och en anledning som framförts är hans förbindelser med den kejsartrogna falangen inom militären. Efter mordet på den kejsartrogne överstelöjtnanten Saburō Aizawa och det därpå följande upproret skulle Konoes maktbas ha varit osäker. Känt är i varje fall att oligarken Saionji genom såväl Konoe som Shigeru Yoshida förde fram Kōki Hirota till posten.

## Premiärministern

### Första ministären

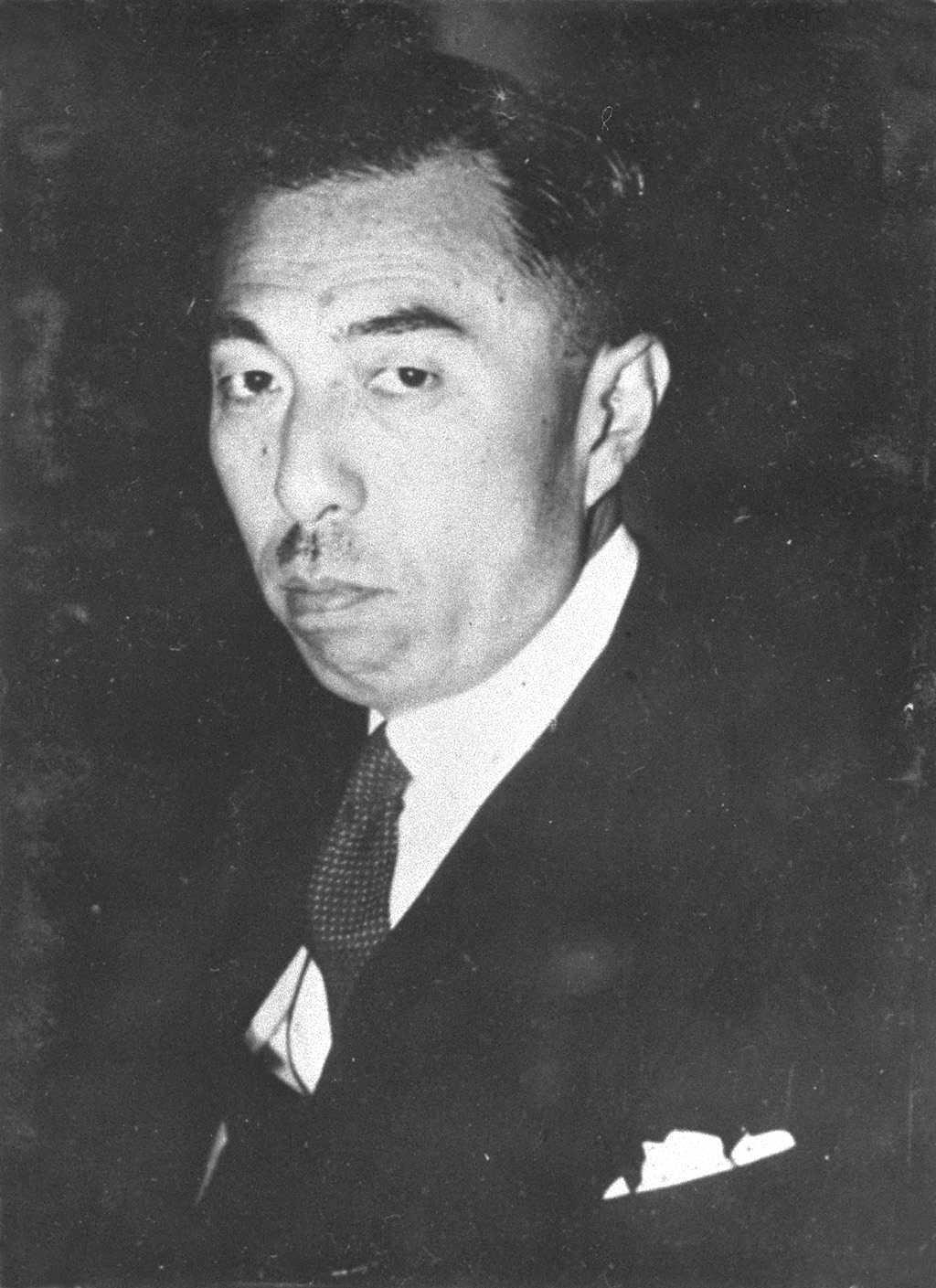
Fumimaro Konoe anlade en liten mustasch, inte helt olik Hitlers. Vid sin dotters bröllop väckte han munterhet genom att imitera den tyske diktatorn.

1937 tillträdde Konoe, på Saionjis anmodan, posten som premiärminister. Redan från början väckte han uppmärksamhet genom att arrestera såväl kommunister som de inblandade i 26/2-incidenten för brott mot lagen om offentlig säkerhet. Även deras anhängare förföljdes och utpekades som folkfiender. Denna ideologi hade formulerats av arméministern (och senare utbildningsministern) Sadao Araki, vars egensinniga nationalism var en viktig inspirationskälla för de unga kejsartrogna officerarna. Konoe hade sedan tidigare verkat för frikännandet av Sadamotos kamrat, den höge officeren och upprorsmannen Jinzaburō Masaki, som hade befunnits inblandad i 26/2-upproret. Saionji stod emot denna ultranationalism och den utropade politiken fullföljdes aldrig.
Den 7 juli samma år utbröt det andra sino-japanska kriget (med dåvarande språkbruk: Kinaincidenten). I ett regeringssammanträde två dagar senare beslöts att konflikten inte skulle trappas upp. Trots detta och vapenstilleståndsförhandlingar i Kina, utfärdades den 11 juli en deklaration om förstärkningar omfattande tre divisioner till styrkorna i norra Kina. I riksdagen höll däremot Konoe fast vid att konflikten skulle begränsas. Den 17/7 beslutades vid ytterligare ett regeringssammanträde om finansiella anslag på knappt 10 miljoner yen till Nordkinaarmén, vilket nio dagar senare utan att armén ens begärt det höjdes till 97 miljoner, för att den 31 juli ytterligare eskaleras till ett bidrag på över 400 miljoner.
I början av augusti 1937 fortlöpte fredsförhandlingarna (genom T.V. Soong), och Konoe nådde till sist enighet med Chiang Kai-shek om att en särskild envoyé skulle sändas till Nanjing. Via kontakter inom flottan snappade emellertid några ur arméns hårda kärna upp telegrammet, och sändebudet, som avreste med båt från Kobe till Shanghai, gensköts av militärpolis och återfördes till Tokyo. På så vis misslyckades fredsansträngningarna. Konoe misstänkte arméministern Hajime Sugiyama för att ha satt käppar i hjulen för förhandlingarna, direkt eller indirekt.
8 augusti drogs riktlinjer upp för en japansk-kinesisk antikommunistisk pakt, men någon fred var inte inom synhåll – dagen efter dödades två japanska officerare i Shanghai. Som svar avdelades ytterligare två armédivisioner till Kina, och den 15 augusti flygbombade flottan Nanking. Samma dag förkunnade premiärminister Konoe: ”I en tid som denna måste vi vara beslutsamma”. Vid regeringssammanträdet två dagar senare drogs också beslutet om att inte trappa upp konflikten tillbaka.
Vid sammanträdet den 2 september utvidgades språkbruket från att handla om ”den nordkinesiska incidenten” till ”Kinaincidenten” kort och gott. Veckan därpå framlades en ny lag om extraordinära militära utgifter med motiveringen att ”Kinaincidenten är att likställa med det kinesiska, det ryska och första världskriget.” Den 13 december anfölls Nanking.
Året därpå, den 11 januari 1938 fastlades en grundläggande plan för att lösa Kinafrågan. Den tyska diplomaten Oskar Trautmann, som tidigare varit ambassadör i Tokyo och vid denna tidpunkt var stationerad i Nanking, utsågs till medlare. Den 16 januari, två dagar efter överläggningar inom kabinettet, lät Konoe förklara att ”vi hädanefter inte kan ha Nationalistregeringen som motpart”, vilket markerade det slutgiltiga sammanbrottet för förhandlingarna, trots separata ansträngningar från generalmajor Kanji Ishiwaras sida. Spiken i kistan blev upprättandet av Wang Jingweis marionettregim. Den 5 maj infördes, med hänvisning till Kinaincidenten, två nya lagar: Generalfullmakt över rikets tillgångar (jämför med Tysklands Ermächtigungsgesetz) och en lag om statlig elektricitetsransonering. På detta vis togs de första stegen mot att införa en krigsekonomi i landet, och samtidigt mot en japansk statssocialism.
Konoe lyckades vid den här tiden, genom att förankra sitt beslut bland annat hos generalstabschefen Kan'in-no-miya, utmanövrera arméministern Sugiyama. Sugiyama skulle efterträdas av Toshirō Obata, men den gruppering inom armén som var mot en upptrappad konflikt förordade istället Seishirō Itagaki. Det civila sändebudet Inosuke Furuno skickades till fronten i Shāndōngprovinsen för att hämta hem Itagaki. I samband med omorganisationen av kabinettet hade den moderata falangen inom militären, däribland Kanji Ishiwara, hoppats få Itagakis hjälp att från högsta ort betvinga den mer hårdföra delen av officerskåren, men Itagaki kom istället att bli en marionett för de sistnämnda. Samtidigt tillträdde f d generalguvernören i Korea, Kazushige Ugaki, posten som utrikesminister. Ugaki, som saknade premiärministerns stöd i sina fredsansträngningar och motsatte sig upprättandet av Fjärran östern-ministeriet, avträdde redan i september samma år.
I augusti planerade Konoe att bilda ett nytt parti, Storjapanska partiet (Dai-Nippon-tō), kring det nationalistiskt sinnade vänsterpartiet Socialistiska masspartiet (Shakaiminshū-tō) och dess generalsekreterare Hisashi Asō, men insåg snabbt att tiden inte var den rätta. Detta initiativ pekade samtidigt framåt mot upprättandet av utompartipolitiska organisationen Taiseiyokusankai (Tvärpolitiska storförbundet) och den därpå följande de facto-diktaturen. Sitt sista offentliga utspel gjorde Konoe den 3 november, i och med uttalandet om systemskifte i Ostasien, där tanken om "Storasiatiska samväldet" först etablerades. Den 5 januari 1939 avgick Fumimaro Konoe som premiärminister.
Året därpå, den 26 maj 1940, utgav Konoe tillsammans med Kōichi Kido och Yoriyasu Arima, ett PM som skulle lägga grunden till ett nytt politiskt parti med Sovjetunionens kommunistiska parti och Nationalsocialistiska tyska arbetarepartiet som främsta förebilder. Den 24 juni gjorde de ett uttalande om "en ny politisk regim". Den 19 juli, strax före regeringsbildningen, uppnådde de en överenskommelse med ministerkandidaterna Hideki Tojo, Zengo Yoshida och Matsuoka Yōsuke om genomförandet av ovannämnda systemskifte i Ostasien.

### Andra ministären

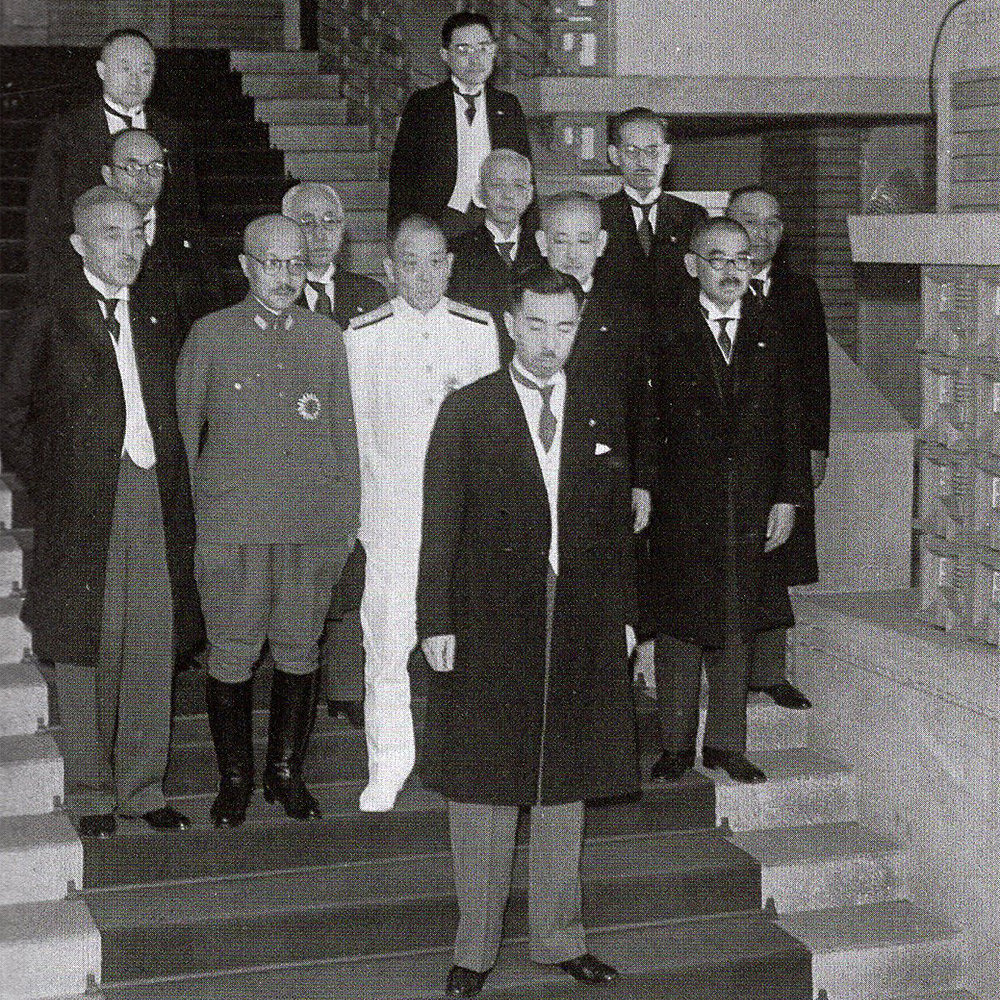
Konoes andra kabinett efter sitt första sammanträde.

Den 22 juli 1940 bildades Konoes andra kabinett. Vid regeringssammanträde den 26 juli fastställdes en generalplan för rikets styre, vilken innefattade upprättandet av Storasiatiska samväldet, omfattande Japan-Kina-Manchuriet. Som ett led i utvecklingen av den nya politik som även Tōjō m.fl. hade godkänt, upplöstes i snabb takt alla politiska partier. Då det sista partiet hade upplösts den 15 augusti, var den representativa demokratin effektivt avskaffad i Japan.
Detta tilltag mötte stor kritik, då envälde av många inte ansågs passa den japanska staten – jämförelser drogs med det drygt 70 år tidigare avskaffade shogunväldet. Något enda statsparti kunde därför inte bildas och de totalitaristiska krafterna fick finna sig i viss marginalisering. Istället bildades det Tvärpolitiska storförbundet (Taiseiyokusankai), vilket förvisso inte var parlamentaristiskt, men inte heller tillät någon regelrätt diktatur.
Vidare möttes Konoe och de andra anhängarna av den pågående totala omstöpningen av det politiska systemet av stort motstånd från näringslivet för sin politik för ekonomisk förnyelse. Detta ledde till en konflikt mellan handels- och industriministern Ichizō Kobayashi och hans närmast underlydande, Nobusuke Kishi. Den planekonomiskt inspirerade Kishi, som var hjärnan bakom de nya ekonomiska riktlinjerna, anklagades av sin minister för att vara "röd". Också premiärminister Konoe intog en fientlig inställning till de nya ekonomerna inom förvaltningen, som han kallade för "kommunister förklädda i patriotisk skrud", och i och med Kiichirō Hiranumas tillträde i december 1940 påbörjades nedmonteringen av den nya finanspolitiken. Hiranuma et consortes lät arrestera de ansvariga bakom det kritiserade ekonomiska programmet och anklagade dem för att vara kommunister. Kishi avgick från sin post på Handels- och industriministeriet, vilket hans meningsfränder inom övrig förvaltning också fick göra. Hiranuma drev även ut deras anhängare inom det tvärpolitiska Taiseyokusankai.

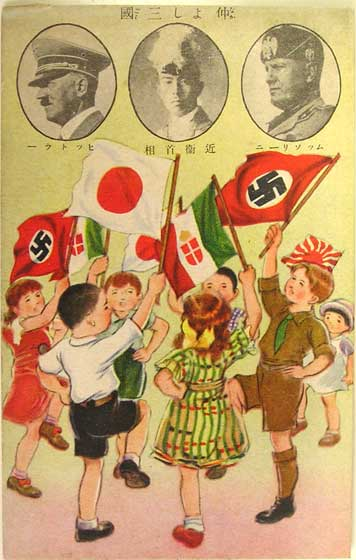
Propagandaaffisch från 1938, avsedd att bereda marken för vad som skulle komma att bli tremaktspakten. Konoe syns på porträttet mellan Hitler och Mussolini.

Den 23 september gick japanska styrkor in i norra delen av Franska Indokina. Fyra dagar senare undertecknades tremaktspakten.
Den 13 april skrevs ett japansk-sovjetiskt neutralitetsfördrag under. Konoe försökte också att få till stånd ett fördrag om ömsesidig förståelse Japan-USA, vilket dock Yōsuke Matsuoka motsatte sig, då han befarade att detta skulle kunna undergräva den japansk-tysk-italienska axeln. Det reviderade förslag som Matsuoka sände till USA bemöttes med tystnad.
Vid ett särskilt möte med kejsaren fastställdes en ny politik med anledning av krigsutbrottet mellan Tyskland – Japans allierade – och Sovjetunionen, som man hade slutit en icke-aggressionspakt med. Armén såg det tysksovjetiska kriget som en sällsynt möjlighet att slå till mot den latenta fienden Ryssland, medan flottan såg en chans att lägga under sig territorier söderut, som var rika på naturresurser. Vid överläggningar mellan generalstab och regering förespråkade å sin sida utrikesminister Matsuoka att de tre axelmakterna skulle tillintetgöra Sovjetunionen genom en kniptångsmanöver.
Den 2 juli fastställdes vid ett nytt möte med kejsaren en särskild generalplan för rikets angelägenheter. Grundlag utgjorde flottans plan på expansion söderut; utrikesminister Matsuokas och arméns plan om krig mot Sovjet begränsades till att ses som en eventualitet. Som en förberedelse för en sådan eventualitet kallades trupper i Kantōarmén in för en "specialövning". Målet med övningen var att snabbt kunna sätta in trupperna mot Sovjet i händelse att kriget i Europa visade sig utfalla till Tysklands fördel. Arméstyrkorna i norra Indokina återupptog samtidigt sin marsch söderut genom landet. Denna aggression mot Vichyfrankrike fick USA att vidta ekonomiska sanktioner mot Japan, varvid japanska ekonomiska intressen i USA lades under den amerikanska regeringens överinsyn. Då detta inte satte stopp på den japanska framfarten i Indokina belade USA Japan med ett undantagslöst oljeembargo.
På befallning av kejsar Hirohito avgick hela kabinettet den 18 juli 1941.

### Tredje ministären
Samma dag som regeringen hade avgått nybildade Konoe kabinettet. Avsikten med denna manöver var att få det att se ut som om man gått med på USA:s krav. Litet hade dock förändrats i det nya kabinettet, förutom att Matsuoka, som hade kommit att uppfattas som en black om foten, lyste med sin frånvaro. Han ersattes på utrikesministerposten av amiral Teijirō Toyoda, som anslöt sig till marinens linje om expansion söderut. När Frankrike den 23 juli kapitulerade för Tyskland övertog Japan Vichyregimens intressen i Asien, och armén marscherade längre söderut i Indokina, för att den 30 juli inta Saigon, vilket förvärrade relationerna med USA.
Vid ännu en konselj med kejsaren den 6/9 bestämdes att vissa krav skulle riktas mot Storbritannien och USA, och att Japan om dessa krav inte uppfylldes skulle förklara krig mot dessa länder, samt Nederländerna. Dessa krav gick huvudsakligen ut på att dessa länder skulle avbryta militärt och ekonomiskt stöd till Japans fiender i Kina, ej placera fler trupper i Fjärran Östern, och återuppta de ekonomiska kontakterna med Japan. I gengäld skulle Japan förbinda sig att respektera Filippinernas neutralitet, att ej från Indokina angripa tredje land, samt att dra sig ur Indokina efter att fred uppnåtts i Europa.
På kvällen efter mötet med kejsaren begav sig Konoe i största hemlighet till den amerikanske ambassadören i Tokyo för överläggningar. Konoe propsade på att ett toppmöte mellan länderna skulle ordnas så snart som möjligt för att ytterligare konflikter skulle avvärjas. Ambassadören ställde sig bakom Konoes propå och telegraferade omedelbart efter besöket hem för att få till stånd ett sådant möte. På amerikanska UD togs ärendet genast upp, men man föredrog där att sätta hårt mot hårt. Erbjudandet om ett toppmöte avböjdes av USA i ett svarstelegram den 2 oktober.
Efter det amerikanska avslaget begärde arméstaben av regeringen att en frist för fortsatta förhandlingar skulle sättas till den 15 oktober. Den 12/10 kände Konoe att krigshotet närmade sig alltmer, och kallade till ett möte med nyckelpersoner inom regeringen i sitt eget hem för överläggningar om ett eventuellt krig mot USA. Konoe själv förordade en tillbakadragning från Kina för att på så vis underlätta fortsatta förhandlingar, vilket arméminister Hideki Tōjō motsatte sig. Tōjō menade att man enligt tidigare fastlagd politik skulle förklara krig, eller att regeringen i annat fall skulle avgå. Till slut enades Konoe och Tōjō om att föreslå prins Higashikuninomiya som ny premiärminister, och den 18 oktober upplöstes således kabinettet ännu en gång.

### Andra världskriget
Efter krigsutbrottet den 12 augusti 1941 skedde ett närmande till blivande premiärministern Shigeru Yoshida, som också han sågs på med oblida ögon av militärledningen. Erövringen av Singapore och de stora förlusterna i slaget vid Midway utgjorde i Yoshidas ögon ett utmärkt förhandlingsläge, och premiärministern ville därför skicka före detta ministern Konoe till Schweiz för överläggningar med England och USA. Konoe gick med Yoshidas plan, men Kōichi Kido avslog förslaget, möjligtvis på inrådan av Hideki Tōjō, som misstrodde sin företrädare.
Konoe och kretsarna kring honom började från 1943 och framåt att se en hotbild i form av en kommunistisk konspiration inom armén som kunde leda till revolution. I ett berömt brev till kejsaren daterat den 14 februari 1945, som inleddes med orden Trots att nederlaget bär oss emot är det av synnerlig vikt att vi snarast erkänner oss besegrade… varnade Konoe för att ett förlängt krig skulle hota kejsaren som statshuvud. I brevet räknas flera hot upp: en röd sammansvärjning inom armén, officerares kontakter med Sovjetunionen och de kinesiska kommunisterna, Lenins teori om krig som utlösande faktor i en revolution samt de allierades syn på kejsarens ansvar. Detta var tankegods som Konoe övertagit från Jinzaburō Masaki (vars rykte han tidigare hade rentvått) och andra armébefäl inom den kejsartrogna falangen. Fumimaro Konoe kom att föra dessas talan och såg jakten på sovjetvänliga element inom arméns högre poster som nödvändig för att nå ett slut på kriget.
Medan det fortsatta kriget tedde sig allt mer utsiktslöst försökte sig Konoe på att förhandla fram ett slut på stridigheterna på egen hand. Istället för att gå genom de neutrala staterna satte han sitt hopp till medling via Sovjetunionen. Stalin vägrade dock att ta emot honom som sändebud till Moskva. I Konoes förhandlingsförslag ingick att Japan skulle avsäga sig alla territorier utanför det egentliga Japan, inklusive Ryukyuöarna, Kurilerna och Vulkanöarna, samt att soldaterna i armén skulle överlämnas som arbetskraft.

### Krigsslutet och självmordet

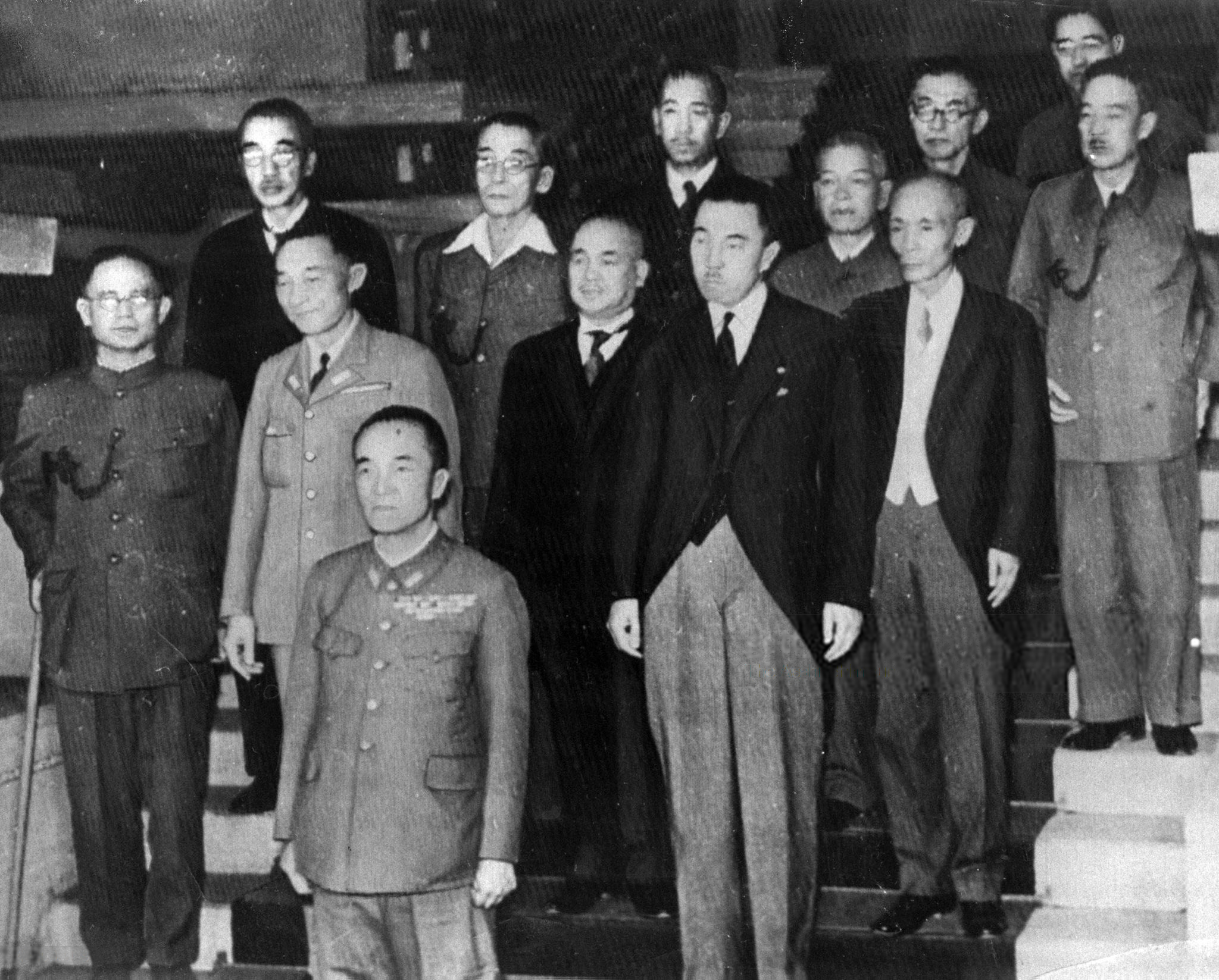
Higashikunis efterkrigsregering. Statsråd Konoe till höger i andra raden. Bredvid honom f.d. premiärminister Yonai.

Den 15 augusti 1945 kapitulerade Japan. Två dagar senare utsågs prins Higashikuni till premiärminister, och Konoe tillsattes som statsråd. 10 oktober besökte han general MacArthur, överbefälhavare för de allierade ockupationsstyrkorna och i praktiken Japans politiska överhuvud. För MacArthur och hans stab lät Konoe framlägga sin teori om ett hotande kommunistiskt maktövertagande och utmålade kejsarfamiljen och de stora konglomeraten, zaibatsu, som de enda motkrafterna. Efter sitt anförande anförtroddes han uppgiften att revidera grundlagen.
Konoes rykte var skamfilat, då han i tidningar både i Japan och utlandet utmålades som en av de ansvariga bakom kriget, och uppdraget att revidera grundlagen kunde därför tjäna som ett tecken på att han i överbefälhavarens ögon var tadelfri. Samtidigt kastade denna association med en misstänkt krigsförbrytare en skugga på MacArthur, och den 1 november lät ockupationsmyndigheten meddela att Konoes förslag inte gick att godkänna. En ny japansk grundlag utarbetades sedermera av amerikanska statsvetare. På så vis kunde förföljelserna fortsätta, och ombord på ett krigsfartyg utfrågades Konoe om kopplingarna mellan militären och regeringen.
Redan 1921 hade Konoe i ett tal varnat för att den i den gamla grundlagen befästa befälsordningen skulle kunna leda till en sammanblandning mellan statsmakten och krigsmakten. Enligt grundlagen var statsöverhuvudet också högsta befälhavare, och flera militärinstanser var endast redovisningsskyldiga gentemot kejsaren. Stridigheter mellan politiker och höga militärer, och skiljaktigheter i tolkningen av lagen, hade bidragit till arméns egenmäktiga handlande i Asien. Att lägga ut texten för amerikanerna var dock uteslutet, då en skugga då skulle ha fallit på kejsar Hirohito.

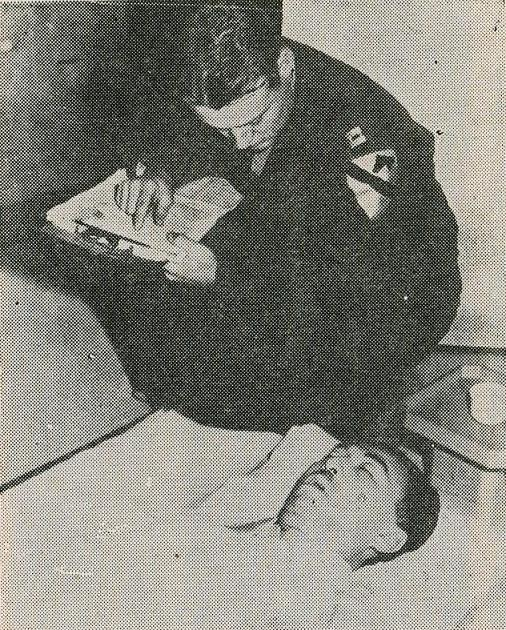
Ministerns lik påträffat i sovrummet.

I artikeln "Anteckningar: Arbetet för freden" i tidskriften Sekaibunka (Världskultur) lade Konoe all skuld för förvärringen av det sino-japanska kriget och det följande Stillahavskriget på militären. Att han själv hade misslyckats med att hindra utvecklingen var enligt artikeln hans största besvikelse. Den 6 december 1945 utfärdade ockupationsmyndigheten en arresteringsorder på Fumimaro Konoe, som skulle ställas inför den internationella militärtribunalen för fjärran östern för krigsbrott klass A. Senast den 16 december skulle han infinna sig på Sugamofängelset (nuv. Tokyofängelset). Samma dag tog Konoe en dödlig dos cyankalium. Dagen före sin död hade Fumimaro Konoe dikterat sitt testamente för näst äldste sonen Michitaka Konoe. Hans sista ord löd: Jag har begått många misstag i mitt liv, men att ställas inför krigsrätt är mer än jag kan klara... Den som känner mig, vet var jag har stått.
Självmordet ses idag som ett sätt att förhindra ytterligare undersökningar om kejsarens ansvar för kriget, i synnerhet som Fumimaro Konoe var klanöverhuvud i en av de fem Fujiwara-familjerna som hade tjänat kejsarhuset i 1 300 år.
Begravningen ägde rum den 21 december 1945 på templet Daitokuji i Kyoto.